# Riukiuaanse talen
De Riukiuaanse talen (琉球語派, Ryūkyū-goha, ook 琉球諸語, Ryūkyū-shogo, of 島言葉 in het Riukiuaans, Shima kutuba, letterlijk: "Eilandspraak"), of Luchuan ([luːtʃuːən]), zijn de inheemse talen van de Riukiu-eilanden, het zuidelijkste deel van de Japanse archipel. Samen met de Japanse taal en de Hachijō-taal vormen zij de Japanse taalfamilie.
Hoewel er op de Riukiu-eilanden Japans wordt gesproken, zijn de Riukiuaanse en Japaanse talen onderling niet verstaanbaar. Het is niet bekend hoeveel sprekers van deze talen er nog zijn, maar de taalverschuiving naar het gebruik van standaard Japans en dialecten zoals het Okinawaans Japans heeft ertoe geleid dat deze talen in gevaar zijn gekomen; UNESCO bestempelt vier van de talen als "absoluut bedreigd" en twee andere als "ernstig bedreigd".
- Riukiuaanse talen
  - Amami
    - Noordelijk dialect
      - Tanegashima (dialect)
      - Yakushima (dialect)
      - Noord-Oshimaans (dialect)

    - Zuid-Amami (dialect)
    - Noord-Amami (dialect)
      - Zuid-Oshimaans (dialect)
      - Yoron (dialect)

  - Okinawaans
    - Kunigami
    - Ie-dialect
    - Zuid-Okinawaans dialect
    - Noord-Okinawaans dialect
      - Standaard Japans (dialect)
      - Shimajiri (dialect)

  - Miyako
    - Miyako dialect
    - Irabu dialect

  - Yaeyama
    - Ishigaki (dialect)
    - Iriomote (dialect)
    - Taketomi (dialect)

  - Yonaguni
  - Barakomi

Japanse literatuur · Japanse dichtkunst · Japanse woorden met Nederlandse oorsprong